# Шевченківська сільська рада (Миколаївський район)
Шевче́нківська сільська́ ра́да — адміністративно-територіальна одиниця та орган місцевого самоврядування у Вітовському районі Миколаївської області. Адміністративний центр — село Шевченкове.
З 2016 року входить до Шевченківської територіальної громади.

## Загальні відомості
- Населення ради: 4 746 осіб (станом на 2001 рік)

## Населені пункти
Сільській раді підпорядковані населені пункти:
- с. Шевченкове
- с. Зоря
- с-ще Луч
- с. Новогригорівка

## Склад ради
Рада складається з 20 депутатів та голови.
- Голова ради: Криволап Валентина Микайлівна
- Секретар ради: Шакунова Тетяна Петрівна

### Керівний склад попередніх скликань
| Прізвище, ім'я, по батькові   | Основні відомості                                                         | Дата обрання | Дата звільнення |
| ----------------------------- | ------------------------------------------------------------------------- | ------------ | --------------- |
| Олянич Ольга Василівна        | Сільський голова, 1963 року народження, член Народної партії              | 26.03.2006   | 31.10.2010      |
| Криволап Валентина Микайлівна | Сільський голова, 1949 року народження, освіта вища, член Народної партії | 31.10.2010   |                 |

Примітка: таблиця складена за даними сайту Верховної Ради України

### Депутати
За результатами місцевих виборів 2010 року депутатами ради стали:

#### За суб'єктами висування
| Суб'єкт висування | Кількість обраних депутатів | %  |
| ----------------- | --------------------------- | -- |
| Партія регіонів   | 14                          | 70 |
| Самовисування     | 6                           | 30 |

#### За округами
| № округу        | Прізвище, ім'я, по батькові      | Дата визнання обраним | Освіта             | Партійна приналежність            | Відомості про обраного депутата                          |
| --------------- | -------------------------------- | --------------------- | ------------------ | --------------------------------- | -------------------------------------------------------- |
| Партія регіонів |                                  |                       |                    |                                   |                                                          |
| 3               | Тіунова Оксана Миколаївна        | 02.07.2012            | вища               | член Партії регіонів              | Шевченківська сільська рада, секретар                    |
| 5               | Гречана Людмила Володимирівна    | 05.11.2010            | середня спеціальна | член Партії регіонів              | Газове господарство, контролер                           |
| 6               | Бобер Олег Володимирович         | 05.11.2010            | вища               | член Партії регіонів              | приватний підприємець                                    |
| 7               | Пушка Світлана Дмитрівна         | 05.11.2010            | середня            | член Партії регіонів              | Шевченківський ДНЗ № 2, завгосп                          |
| 8               | Смирнова Людмила Володимирівна   | 05.11.2010            | середня            | член Комуністичної партії України | Шевченківський ТЦСО, соціальний працівник                |
| 9               | Тен Віталій Андрійович           | 05.11.2010            | вища               | член Партії регіонів              | приватний підприємець                                    |
| 11              | Доній Людмила Іванівна           | 05.11.2010            | вища               | позапартійна                      | Шевченківський ДНЗ № 2, завідувачка                      |
| 13              | Опалєва Галина Степанівна        | 05.11.2010            | вища               | член Партії регіонів              | Шевченківська сільська рада, землевпорядник              |
| 14              | Доманська Олена Сергіївна        | 05.11.2010            | вища               | член Партії регіонів              | Новогригорівська загальноосвітня школа І-ІІ ст., вчитель |
| 15              | Згурська Тетяна Михайлівна       | 05.11.2010            | вища               | член Партії регіонів              | Новогригорівська загальноосвітня школа І-ІІ ст., вчитель |
| 16              | Хомич Валентина Михайлівна       | 05.11.2010            | середня            | член Партії регіонів              | ЗАО «Лакталіс», агент по закупівлі продукції             |
| 17              | Заставленко Валерій Петрович     | 05.11.2010            | вища               | член Партії регіонів              | Лучівське ЖКП, електромеханік                            |
| 18              | Чмельов Віталій Олександрович    | 05.11.2010            | вища               | член Партії регіонів              | пенсіонер                                                |
| 20              | Рогозянська Тетяна Олександрівна | 05.11.2010            | вища               | член Партії регіонів              | Лучівська ЖКП, начальник                                 |
| Самовисування   |                                  |                       |                    |                                   |                                                          |
| 1               | Цит Ірина Миколаївна             | 05.11.2010            | середня            | позапартійна                      | тимчасово не працює                                      |
| 2               | Пазюк Тетяна Олександрівна       | 05.11.2010            | вища               | позапартійна                      | приватний підприємець                                    |
| 4               | Кузевич Віра Романівна           | 05.11.2010            | вища               | позапартійна                      | Шевченківська загальноосвітня школа І-ІІІ ст., вчитель   |
| 10              | Лисейко Олександра Іванівна      | 05.11.2010            | середня            | позапартійна                      | пенсіонер                                                |
| 12              | Камашев Володимир Анатолійович   | 05.11.2010            | вища               | позапартійний                     | приватний підприємець                                    |
| 19              | Тарасюк Микола Андрійович        | 05.11.2010            | вища               | позапартійний                     |                                                          |

## Населення
Згідно з переписом УРСР 1989 року чисельність наявного населення села становила 5689 осіб, з яких 2667 чоловіків та 3022 жінки.
За переписом населення України 2001 року в селі мешкало 4747 осіб.

### Мова
Розподіл населення за рідною мовою за даними перепису 2001 року:
| Мова       | Відсоток |
| ---------- | -------- |
| українська | 84,79 %  |
| російська  | 12,75 %  |
| молдовська | 0,59 %   |
| білоруська | 0,42 %   |
| вірменська | 0,32 %   |
| болгарська | 0,04 %   |
| польська   | 0,04 %   |
| гагаузька  | 0,02 %   |
| інші       | 1,03 %   |